# 3193 Elliot
3193 Elliot è un asteroide della fascia principale. Scoperto nel 1982, presenta un'orbita caratterizzata da un semiasse maggiore pari a 2,2954693 au e da un'eccentricità di 0,1064467, inclinata di 5,72695° rispetto all'eclittica.
L'asteroide è dedicato all'astronomo statunitense James Elliot.